# تغذیه آب‌های زیرزمینی
تغذیه آب‌های زیرزمینی (انگلیسی: Groundwater recharge) یا زهکشی عمیق یا نفوذ عمقی آب فرایندی است که در آن آب از سطح زمین رو به پایین به سمت آب‌های زیرزمینی حرکت می‌کند. این فرایند معمولاً در منطقه vadose (قسمتی از زمین که بین سطح زمین و آب‌های زیر زمینی قرار دارد)، زیر ریشه‌های گیاه رخ می‌دهد و اغلب به عنوان منبع ریزش (آب) برای سطح سفره‌های آب در نظر گرفته می‌شود. تغذیه آب‌های زیر زمینی، هم به صورت طبیعی (از طریق چرخه آب) و هم از طریق فرایندهای انسان - محیطی (به عنوان مثال، «تغذیه مصنوعی آب‌های زیرزمینی»)، که در آن آب باران یا آب تصفیه شده به سطوح زیرین زمین هدایت می‌شود، صورت می‌گیرد. آب‌های زیر زمینی تمیز اند و قابل آشامیدن می‌باشند.

## فرایندها
آب‌های زیرزمینی به‌طور طبیعی توسط باران و برف ذوب شده و تا حدی هم توسط آب‌های سطحی (رودخانه‌ها و دریاچه) تغذیه می‌شوند. برخی از فعالیت‌های انسان از جمله فرش کردن کف زمین، توسعه، یا کندن کنده درختان، ممکن است تا حدودی مانع تغذیه طبیعی زمین شوند. این فعالیت‌ها باعث از دست دادن خاک سطحی و در نتیجه کاهش نفوذ آب، افزایش رواناب سطحی و کاهش تغذیه می‌شوند. استفاده از آب‌های زیرزمینی، به ویژه برای آبیاری، همچنین ممکن است سفره‌های آب را کاهش دهد. تغذیه آب‌های زیرزمینی در مدیریت پایدار آب‌های زیرزمینی فرایند مهمی است، چرا که در دراز مدت، میزان حجم آب جمع شده در سفره آب، باید کمتر یا مساوی حجم آب شارژ شده باشد.
تغذیه به حرکت نمک اضافی جمع شده در ناحیه ریشه به لایه‌های عمیق‌تر خاک، یا به سیستم آب زیرزمینی کمک می‌کند. ریشه‌های درختان، موجب اشباع در آب‌های زیرزمینی می‌شوند که این باعث کاهش رواناب می‌شود. [۱] سیل با حرکت خاک رس پایین دست، نفوذپذیری بستر رودخانه را به‌طور موقت افزایش می‌دهد، و این امر موجب افزایش شارژ آبخوان (سفره) می‌شود. [۲]
اهمیت تغذیه مصنوعی آب‌های زیرزمینی در هند به‌طور فزاینده‌ای در حال رشد است، زیرا در هند پمپاژ آب‌های زیرزمینی توسط کشاورزان، موجب خالی شدن منابع زیرزمینی شده‌است. در سال ۲۰۰۷، دولت هند، بنابر توصیه‌های مؤسسه بین‌المللی مدیریت آب، ۱۸۰۰ کرور روپیه (معادل ۴۰۰ میلیون دلار، هر یک کرور برابر ۱۰ میلیون واحد است) اختصاص داد به تأمین مالی پروژه‌های تغذیه چاه (گسترده، کم عمق، که معمولاً با بتن اندود می‌شود)، که در ۱۰۰ حوزه در هفت ایالتی که در آن از آب ذخیره شدهٔ سفره‌های سنگ سخت بیش از بهره‌برداری شده بوده‌است. مسئله زیست‌محیطی دیگر، دفع زباله از طریق جریان آب مانند مزارع لبنیات، صنایع، و رواناب شهری است.

## تالاب
تالاب، به حفظ سطح سفره آب و اعمال کنترل بر روی آغاز هیدرولیک کمک می‌کند. (اوبراین ۱۹۸۸؛ زمستان ۱۹۸۸). این در واقع نیروی لازم برای تغذیه آب‌های زیرزمینی و تخلیه به آب‌های دیگر را نیز به خوبی فراهم می‌کند. میزان تغذیه آب‌های زیرزمینی توسط یک تالاب به خاک، پوشش گیاهی، سایت، نسبت محیط به حجم و شیب سفره آب بستگی دارد. (کارتر و Novitzki 1988؛ Weller 1981). تغذیه آب‌های زیرزمینی، در درجه اول، از طریق خاک‌های معدنی لبه‌های تالاب صورت می‌گیرد (Verry و Timmons 1982) خاک زیرین اکثر تالاب‌ها، نسبتاً نفوذ ناپذیر است. نسبت بالای محیط به حجم، از جمله در تالاب کوچک، بدان معنی است که سطح نفوذ آب به آب‌های زیرزمینی، بالا است (Weller 1981). تغذیه آب‌های زیرزمینی در تالاب‌های کوچک مانند چاه‌های چمنزاری معمول است، که می‌تواند طور قابل توجهی به تغذیه منابع آب زیرزمینی منطقه‌ای کمک کند. (Weller 1981). بر اساس تحقیقات، در هر فصل، تغذیه آب‌های زیرزمینی تا ۲۰ درصد از حجم تالاب صورت می‌گیرد. (Weller 1981).

## روش‌های برآورد
تعیین میزان تغذیه آب‌های زیرزمینی دشوار است، زیرا ابتدا باید دیگر فرایندهای مرتبط، مانند تبخیر، تعرق (یا تبخیر و تعرق) و فرایندهای نفوذ، اندازه‌گیری و تخمین زده شوند، برای تعیین تعادل.

## فیزیکی
روش‌های فیزیکی با استفاده از اصول فیزیک خاک به برآورد میزان تغذیه آب‌های زیر زمینی می‌پردازند. در روش‌های فیزیکی مستقیم، به اندازه‌گیری واقعی حجم آب عبوری از زیر منطقه ریشه می‌پردازند. در روش‌های فیزیکی غیر مستقیم، اندازه‌گیری یا تخمین پارامترهای فیزیکی خاک، در امتداد اصول فیزیکی خاک، می‌تواند در برآورد تغذیه بالقوه یا واقعی استفاده شود. سطح رودخانه‌ها، پس از ماه‌های بدون باران، تحت آب و هوای مرطوب کم و نشان دهندهٔ تنها تخلیه آب‌های زیرزمینی است؛ بنابراین اگر مساحت حوضه آبریز را داشته باشیم، می‌توان میزان تغذیه را محاسبه کرد.

## شیمیایی
روش‌های شیمیایی از وجود مواد محلول در آب نسبتاً بی‌اثر استفاده می‌کند. مانند یک ردیاب ایزوتوپی یا کلرید، [۳] که مانند آنچه که در زهکشی عمیق رخ می‌دهد، از طریق خاک حرکت می‌کند